# Robert Parsons (gesuita)
Robert Parsons, noto anche come Robert Persons (Nether Stowey, 24 giugno 1546 – Roma, 15 aprile 1610), è stato un gesuita inglese.
Fu il fondatore di diversi seminari inglesi gestiti dal suo Ordine religioso, tra cui il Collegio di Saint Omer e un collegio per ragazzi in Normandia, antesignano dello Stonyhurst College. Fondò inoltre i Collegi inglesi di Madrid, Siviglia e Valladolid.

## Biografia
Robert Parsons nacque in una famiglia di coltivatori diretti. Sin da fanciullo mostrò un'intelligenza pronta e una forte predisposizione allo studio, tanto che il parroco locale, John Hayward, consigliò ai genitori d'iscriverlo alle scuole maggiormente selettive. Conoscendo bene il Somerset (era stato monaco a Taunton, capoluogo della contea), indirizzò Parsons dapprima a Stoke Courcy (oggi Stogursey) poi, adolescente, nella stessa Taunton (1560). Parsons si distinse come il miglior studente del suo corso. Gli si aprirono le porte di Oxford, dove fu iscritto con una borsa di studio. Nel 1564, all'età di 18 anni, entrò alla Saint Mary's Hall e, dopo due anni di studi di logica aristotelica, entrò al Balliol College e si laureò con un baccalaureus artium, («baccellierato in arti»). Nel 1568, dopo aver conseguito la laurea con lode, divenne membro effettivo dell'università. Il suo primo incarico fu quello di seguire le matricole.
Come membro del college venne in contrasto con i dirigenti Adam Squire e Christopher Bagshaw e il 13 febbraio 1574 dovette dimettersi dal Balliol. In questo periodo della sua vita fu determinante la conoscenza di William Good, un gesuita inglese. Grazie alle discussioni teologiche avute con Good, Parsons decise di convertirsi al cattolicesimo. Uscì per la prima volta dall'Inghilterra e si recò a Roma, dove fu ordinato sacerdote gesuita il 3 luglio 1575. Da allora in poi l'unico scopo della sua vita divenne quello di riportare l'Inghilterra all'«antica fede».

### Missione inglese: 1580–1581
Nel 1576 William Allen, inglese come Parsons, fondò a Roma un seminario per la formazione di sacerdoti di nazionalità inglese e gallese. Da allora i due presbiteri si frequentarono assiduamente e collaborarono a diversi progetti.
Parsons fu rettore pro-tempore del Collegio dal 19 marzo al 23 aprile 1579. In ottobre elaborò con Allen il progetto di inviare i giovani gesuiti in missione in Inghilterra. In dicembre ottennero il consenso di papa Gregorio XIII. Parson, nominato capomissione, partì per l'Inghilterra con alcuni confratelli, tra cui Edmund Campion. Sbarcò a Dover il 16 giugno 1580, poi prese alloggio a Londra, dove visse di nascosto in Fleet Street. L'anno trascorso in missione (giugno 1580 – agosto 1581) fu il più proficuo per la maturazione personale di Parsons.
Dalla sua abitazione londinese organizzò l'attività di tutti i missionari, sia quelli gesuiti sia gli appartenenti ad altri ordini, sia i sacerdoti non regolari.
Parsons non solo predicò e confessò, ma scrisse anche libri e pamphlet e mise in piedi una stamperia clandestina per pubblicare libri cattolici, soprattutto le opere del confratello Edmund Campion (Decem rationes), ed altri libri con cui si confutavano le idee dei protestanti inglesi. Riuscì sempre ad evitare di essere catturato dai cacciatori di sacerdoti. Nel giugno 1580 Parsons visitò Thomas Pounde nella prigione di Marshalsea. Ne venne fuori una petizione di Pounde al Privy Council  (Consiglio privato) affinché acconsentisse ad una discussione, ove i gesuiti avrebbero avuto come avversari Robert Crowley ed Henry Tripp, che predicavano ai carcerati di Marshalsea. All'inizio del 1581 la stamperia dovette essere trasferita a Stonor Park per questioni di sicurezza.
Tra luglio ed agosto del 1581 si verificarono la cattura di Edmund Campion (che fu poi condotto al patibolo) ed il sequestro della stamperia con l'arresto del direttore Stephen Brinkley. Parsons lasciò l'Inghilterra e si stabilì nella Francia del Nord, dove William Allen dirigeva un altro Collegio inglese, da lui fondato nel 1568. Con Allen progettò di fondare una nuova stamperia e poi di esportare i libri in madrepatria. La stamperia fu aperta da George Flinton a Rouen, ma l'ambiente in cui si trovò Parsons si rivelò molto diverso culturalmente, per cui i risultati non furono quelli attesi.

### Tra Roma e la Francia
Parsons trascorse l'inverno 1581–82 a Rouen, dedicandosi alla stesura di nuovi progetti. Si mantenne in stretto contatto con il duca Enrico di Guisa e tramite questi fondò una scuola per ragazzi inglesi ad Eu (Normandia, 1582). In gennaio il gesuita scozzese William Crichton giunse a Rouen e fu ricevuto dal duca di Guisa e da Parsons; fece ritorno in Scozia in aprile con un messaggio del duca Esmé Stuart, che dichiarava di appoggiare la causa cattolica. Lo Stuart controllava i principali porti della Scozia ed era il favorito di re Giacomo VI di Scozia. Parsons e Crichton si recarono a Parigi per conferire con William Allen, James Beaton, arcivescovo di Glasgow, e con Claude Mathieu, padre provinciale dei gesuiti in Francia, a proposito dei suoi piani militari e della prigioniera Maria Stuarda, regina di Scozia. Il progetto che Parsons sosteneva segretamente venne ulteriormente sviluppato, ma fu bloccato dopo il raid di Ruthven, avvenuto nell'agosto 1582. Allen divenne cardinale, come Parsons aveva pronosticato.
Per settembre 1583 fu elaborato un piano internazionale di intervento armato in Inghilterra. Il nunzio inviò Parsons alla corte del re di Spagna (Filippo II), mentre Crichton chiese udienza al papa (Gregorio XIII). Mentre il pontefice approvò il piano, Filippo II non fornì il proprio apporto. Parsons, che fu ospite della sua corte tra giugno ed ottobre del 1582, dovette tornare indietro a mani vuote. Nel settembre 1583 si recò a Roma, ma ormai le condizioni per la realizzazione del piano non erano più favorevoli.
Nel settembre 1585 Papa Sisto V succedette a Papa Gregorio XIII; Parsons fu richiamato a Roma, dove rimase tre anni. In quel periodo Parsons ed Allen svolsero un attento studio sulla successione di Elisabetta I d'Inghilterra, lavorando con il genealologo Robert Heighinton. Il 7 maggio 1587 Parsons emise i voti in forma solenne.

### Spagna (1588-97)
Alla fine del 1588 Parsons venne inviato in Spagna in missione diplomatica: riconciliare il re Filippo II, che si riteneva offeso da padre Claudio Acquaviva, superiore generale dei Gesuiti. La sua missione ebbe successo ed egli utilizzo il favore reale per fondare il Collegio inglese di Valladolid (1589), quello di San Gregorio a Siviglia (1592) e quello di Madrid (1598) e la residenza di San Lucar e di Lisbu (che nel 1622 diventerà un collegio): tutte istituzioni formative che fungevano da seminari per l'Ordine. Fondò quindi nel 1594 il Collegio di Saint Omer, una grossa istituzione educativa nell'omonima cittadina del dipartimento del passo di Calais, volta alla formazione dei giovani cattolici inglesi laici, ove vennero inizialmente trasferiti gli studenti di Eu. Nel 1596, a Siviglia, scrisse Memorial for the Reformation of England, in cui tracciò un quadro del tipo di società inglese che si doveva formare dopo il suo ritorno all'«antica fede».
Nel 1594 morì William Allen: da allora i collegi da lui fondati persero la loro guida. Il cardinale, infatti, aveva diretto in maniera autocratica le istituzioni da lui fondate senza nominare un successore. Dopo la sua scomparsa, i cattolici inglesi conobbero un periodo molto difficile caratterizzato da disorganizzazione e dalla mancanza di una visione del futuro. Il conseguente malcontento degli esuli si riversò sui confratelli residenti sul continente. Furono molto colpiti i seminari, il clero e anche il prigionieri cattolici nella madrepatria.
Parsons si recò a Roma (aprile 1597) per sedare i disordini al Collegio inglese, riuscendo a calmare gli animi. Molte persone vicino a lui sperarono che fosse creato cardinale, ma il papa (Clemente VIII) non mostrò mai una reale volontà di conferirgli la porpora. La sua unica carica ufficiale fu quella del rettore del Collegio inglese in Roma.
Parsons rimase rettore del Collegio inglese di Roma, il più importante seminario per sacerdoti cattolici di nazionalità inglese, fino alla morte. Il successore di Clemente VIII, Paolo V, gli mostrò sempre la sua approvazione.
Parsons morì a Roma dopo una breve malattia il 15 aprile 1610. Fu sepolto nella chiesa del Collegio Inglese accanto al suo mentore e amico, il cardinale William Allen.

## Opere
Le opere pubblicate da Parsons furono:
- A brief discovrs contayning certayne reasons why Catholiques refuse to goe to Church... dedicated by I.H. to the queenes most excellent Maiestie. Doway, John Lyon [London], 1580. Quest'opera venne stampata clandestinamente a Londra, come conseguenza della decisione del sinodo di Southwark, tenutosi poco dopo lo sbarco in Inghilterra di Persons e Campion. Il suo scopo era quello di dar corso alla dichiarazione del 1563 di Papa Pio IV, che i cattolici non dovevano mescolarsi con gli eretici.[7]
- A Discouerie of I. Nicols, minister, misreported a Jesuite, latelye recanted in the Tower of London. Doway [London], 1580. Stampato da Persons a Stonor Park, riguardava un prete cattolico rinnegato.[8]
- A briefe censure upon two bookes written in answer to M. Edmund Campians offer of disputation. Doway, John Lyon [really at Mr. Brooke's house near London], 1581. Contro William Charke e Meredith Hanmer, che avevano iniziato una polemica con Campion.[8]
- De persecvtione Anglicana commentariolus a collegio Anglicano Romano hoc anno 1582 in vrbe editus et iam denuo Ingolstadii excusus... anno eodem. Also, De persecutione Angl. libellus, Romæ, ex typogr. G. Ferrarii, 1582.
- A Defence of the censvre gyven vpon tvvo bookes of William Charke and Meredith Hanmer, mynysters, 1582.
- The first booke of the Christian exercise, appertayning to Resolution [Rouen], 1582. Prefazione firmata R.P. Più avanti molto ampliata con il titolo di A Christian Directorie, guiding men to their saluation, devided into three books, anno 1585, e spesso ristampata (40 edizioni entro il 1640). Questa fu la maggior opera devozionale in Inghilterra e fu subito adattata da Edmund Bunny alle esigenze protestanti.[9]
- Relacion de algunos martyres... en Inglaterra, traduzida en Castellano, 1590. William Thomas Lawndes considerava che Persons fosse il probabile autore di questa opera sui martiri inglesi, così come il suo traduttore in lingua spagnola.[10]
- Elizabethæ Angliæ reginæ hæresim Calvinianam propvgnantis sævissimvm in Catholicos sui regni Edictvm... promulgatum Londini 29 Nouembris 1591. Cum responsione ad singula capita... per D. Andream Philopatrum, presb. ac theol. Romanum, Lvgduni, 1592. Quest'opera, in latino, era un dettagliato rifiuto della proclamazione di Elisabetta I dell'ottobre 1591.[11]
- A Conference abovt the next svccession to the crowne of Ingland, divided into tvvo partes... . Where vnto is added a new & perfect arbor or genealogie.... Published by R. Doleman. Imprinted at N. [St. Omer] with license, 1594. Il libro sostiene Isabella Clara Eugenia d'Asburgo come la legittima erede al trono inglese.[12]
- A Memoriall for the Reformation of England conteyning certayne notes and advertisements which seeme might be proposed in the first parliament and nationall councell of our country after God of his mercie shall restore it to the catholique faith [...]; gathered and set downe by R.P., 1596. Lasciato in manoscritto.[13] Fu pubblicato per la prima volta nel 1690 da Edward Gee con il titolo: Jesuits Memorial for the intended Reformation of England.
- A Temperate Ward-word to the turbulent and seditious Wach-word of Sir Francis Hastinges, knight, who indevoreth to slander the whole Catholique cause.... By N.D. 1599. Controversia con Sir Francis Hastings.[14]
- The Copie of a letter written by F. Rob. Persons, the jesuite, 9 Oct. 1599, to M.D. Bis[op] and M. Cha[rnock], two banished and consigned priests... for presuming to goe to Rome in the affaires of the Catholicke church. Questa venne stampata in Copies of certain Discourses, Roane, 1601, pp. 49–67, edita da William Bishop, uno degli appellanti nella controversia dell'arciprete; l'altro appellante nominato è Robert Charnock.[15][16]
- A Briefe Apologie or Defence of the Catholike ecclesiastical hierarchie & subordination in England, erected these later annoes by our holy Father... and impugned by certayne libels printed... by some vnquiet persons under the name of priests of the seminaries. Written... by priests vnited in due subordination to the right rev. Archpriest [early in 1602]. Opera anti-appellanti nella "controversia dell'arciprete".[17]
- An Appendix to the Apologie lately set forth for the defence of the hierarchie [1602]. Una traduzione latina dell'Appendix fu pubblicata nel medesimo anno.
- A Manifestation of the great folly and bad spirit of certayne in England calling themselves secular priestes, who set forth dayly most infamous and contumelious libels against worthy men of their own religion. By priests liuing in obedience, 1602. Opera anti-appellanti nella "controversia dell'arciprete".[8]
- The Warn-word to Sir F. Hastings Wastword: conteyning the issue of three former treatises, the Watchword, the Ward-word, and the Wastword... Whereunto is adjoyned a brief rejection of an insolent... minister masked with the letters O.E. (i.e. Matthew Sutcliffe). By N.D., 1602.
- A Treatise of Three Conversions of England... divided into three parts. The former two whereof are handled in this book... . By N.D., autore of the Ward-word, 1603. Opera polemica contro le interpretazioni anti-cattoliche della Storia di John Foxe.[18]
- The Third part of a treatise intituled of the Three Conversions of England. Conteyning an examen of the Calendar or Catalogue of Protestant saints... devised by Fox. By N.D. (prefazione datata novembre 1603).
- A Review of ten pvblike dispvtations or conferences held within the compasse of foure annoes vnder K. Edward and Qu. Mary. By N.D., 1604 (impaginata separatamente ma edita con la terza parte di Three Conversions).
- A Relation of the triall made before the king of France upon the annoe 1600 betweene the bishop of Evreux and the L. Plessis Mornay. Newly reviewed... with a defence thereof against the impugnations both of the L. Plessis in France and O.E. in England. By N.D., 1604. Sul dibattito di Fontainebleau del 4 maggio 1600 fra Jacques du Perron e 
Philippe de Mornay.[19]
- An Ansvvere to the fifth part of Reportes lately set forth by Syr Edward Cooke knight, the King's attorney generall, concerning the ancient and moderne municipall lawes of England, which do appertayne to spiritual power and jurisdiction. By a Catholick Deuyne [St. Omer], 1606. Opera polemica contro la lettura anticattolica della common law da parte di Sir Edward Coke.[18]
- Quæstiones duæ: quarum 1ª est, an liceat Catholicis Anglicanis... Protestantium ecclesias vel preces adire: 2da utrum non si precibus ut concionibus saltem hæreticis... licite possint interesse easque audire [St. Omer], 1607. Papa Paolo V aveva ripetuto la dichiarazione I cattolici che partecipavano ai riti protestanti.[20]
- A treatise tending to mitigation tovvards Catholicke-subiectes in England... . Against the seditious wrytings of Thomas Morton, minister. By P.R., 1607 (la prima parte riguarda la ribellione, la seconda la dottrina della riserva mentale). Scritto sulle conseguenze della congiura delle polveri, l'opera tratta della tolleranza religiosa in Inghilterra.[21]
- The Judgment of a Catholicke Englishman liuing in banishment for his religion... concerning a late booke [by K. James] entituled: Triplici nodo triplex cuneus, or an apologie for the oath of allegiance... . wherin the said oath is shewn to be vnlawful... . 1608. Contributo alla controversia sul giuramento di fedeltà di Giacomo I.[22]
- Dutifull and respective considerations upon foure severall heads... proposed by the high and mighty Prince James... in his late book of Premonition to all Christian princes... . By a late minister and preacher in England, St. Omer, 1609 (scritto da Parsons per il sacerdote cattolico Humphrey Leech, sotto il cui nome comparve). Argomenta in favour della tolleranza per il cattolicesimo nella sua integrità.[23]
- A quiet and sober reckoning with M. Thomas Morton, somewhat set in choler by his advesary P.R... . There is also adioyned a peece of reckoning with Syr Edward Cooke, now LL. Chief Justice, 1609. Contro il vescovo anglicano Thomas Morton, il quale aveva sostenuto che i cattolici che non si piegavano all'anglicanesimo erano necessariamente sleali; Parsons sostiene che il cattolicesimo può coesistere pacificamente con la Chiesa d'Inghilterra.[4]
- A Discussion of the answer of M. William Barlow, Doctor of Diuinity, to the book intituled, The Judgment of a Catholic Englishman, St. Omers, 1612 (pubblicato postumo con un supplemento di Thomas Fitzherbert). Risposta a William Barlow, vescovo anglicano di Lincoln nella controversia sul giuramento di fedeltà.[22]
- Epitome controversiarum hujus temporis fu un manoscritto conservato presso il Balliol College.[3]

### Apocrifi
An Apologicall Epistle: directed to the right honorable lords and others of her majesties privie counsell. Serving as well for a preface to a Booke entituled A Resolution of Religion [signed R.B.], Antwerp, 1601, è opera del prete cattolico Richard Broughton e non di Parsons (come sostiene il Dictionary of National Biography).
Alcune opere contro Thomas Bell, un prete cattolico che abiurò la fede e scrisse successivamente contro il cattolicesimo, sostenendo l'opportunità dell'uso della tortura con il cavalletto e dedicandosi personalmente alla caccia ai cattolici, furono attribuite a Parsons (come nel DNB), ma furono in effetti scritte da Philip Woodward.